# DREAMING GIRL
「DREAMING GIRL」（ドリーミング・ガール）は、1996年5月1日に発売された山下達郎通算29作目のシングル。

## 解説
「DREAMING GIRL」はNHK連続テレビ小説「ひまわり」主題歌として制作された。今回は作詞に松本隆を起用。その経緯について山下は、「そもそもは自分で全ての作詞作曲をしたと言えるのが1983年の『メロディーズ』からで、以来15年間自分で詞を作ってきたんですけれど、詞を書いて曲書いて、編曲やって、ギターもやって、打ち込みもやって、歌やって、コーラスやって、ミキシングに関わってマスタリングに関わって、色々やる中で一番辛いのって作詞なんですよね。元々洋楽的な人間でしょ、便宜的に日本語で始めたところが最初からあるんで。特に10代の時には、レコードに全財産をつぎ込んでて本なんてろくすっぽ読んでないから、一種の文字コンプレックスというのがあってね、だから自分で詞を書こうとするとものすごく構えて書いてしまう。タイトルも『僕の中の少年』とか『アルチザン』とか、えらい肩ひじ張ったものになる。すごくそういう意味では精神的にタイトなスタンスでやってきているんで、疲れるんですよ。詞さえなければこの世は天国です」「1995年『トレジャーズ』が出る辺りにいろいろ考えて、この先作詞をこのペースで続けるのは結構きついなと思って、何分かの一でも誰か他の人に頼んでみようと思った。それでとにかく男の詞が歌いたかったので男の作詞家で誰かいるかなと沈思黙考して、結局僕がやりたいと思える男の作詞家って松本隆さんしかいなかったんです。好きな作詞家は何人かいるんだけど、自分の音楽に合うとなると松本さんになる。で、よくよく僕がやってきた日本語のカヴァーを考えると、ほとんど松本さんの作詞の曲なんですよね。<指切り>しかり<砂の女>しかり。松本さんの詞のみがスムーズに何の違和感もなく言葉が流れていく」「でもあの人職業作詞家としては最高峰だからいろんな人に書いてたし、特に大瀧詠一さんがいたわけでしょ。そうなると僕なんか出る幕じゃないし、必然性もないから、そんなこと考えたことなかったけれど。1990年代に入ったら、南佳孝とか稲垣潤一とかね。松本さんと組まなくなっちゃった。だったら僕と組みましょうよって言いに行って、それが1996年の<ドリーミング・ガール>で、そこから始まったんですけどね」と答えている。この曲は後にアルバム『COZY』に“98 REMIX”として収録された。リミックスについて、山下は「リズム・マシンを使っていないので、4リズムは差し替えられませんでした。元々あの曲ではエンディングのコーダからの半音上がって回していくところでマルチを繋いで4小節増やしていたんですけど、今回はその作業からやり直し始めて、ストリングスを録り直すとか、パッドを録り直すとか、出来る限りの部分を差し替えていますよ」と答えている。そのほか、ブラスでサックス4本が足されている。また、「今回のアルバムの中では一番気に入っている曲。シングルはあまり売れなかったけどね。松本さんにも言われたんです、“NHKの朝のドラマにお前が合うわけがない。タイアップの企画が違う…”って。でも曲は完璧だって」とも答えている。2012年にはオールタイム・ベスト『OPUS 〜ALL TIME BEST 1975-2012〜』にも『COZY』と同じく、リミックス・ヴァージョンが収録された。
「砂の女」は1975年に発表された鈴木茂の作品のカバー。1994年にシュガー・ベイブのアルバム『SONGS』がオリジナル・マスターでCD化されたのにあわせて行われた『TATSURO YAMASHITA Sings SUGAR BABE』のライブ音源。オリジナルではないがシュガー・ベイブ時代にライブでのレパートリーだったことから、セットリストに加えられた。当時と同じように「じょうだんは やめてくれ」という歌詞が「じょうだんは かおだけに」と変えられている。 後にアルバム『Ray Of Hope』初回限定盤にセットのボーナスCD『Joy 1.5』に「砂の女 ('94 Live Version)」のタイトルで収録された。

## ミュージック・ビデオ
本作のリリースに合わせ、「DREAMING GIRL」はさとう珠緒が出演したミュージック・ビデオが制作され、山下もシルエットで出演した。

## 収録曲
1. DREAMING GIRL  –  (5:07)[1]
  - Words by TAKASHI MATSUMOTO, Music by TATSURO YAMASHITA
  - ©1996 JAPAN BROADCAST PUBLISHING CO.,LTD. & SMILE PUBLISHERS INC.
  - NHK連続テレビ小説『ひまわり』[注釈 1]主題歌
2. 砂の女 (Live Version)  –  (6:26)[1]
  - Words by TAKASHI MATSUMOTO, Music by SHIGERU SUZUKI
  - ©1975 CROWN MUSIC PUBLISHER. INC. & FUJIPACIFIC MUSIC INC.
3. DREAMING GIRL (オリジナル・カラオケ)  –  (5:07)[1]

## レコーディング

### DREAMING GIRL
| 山下達郎 : Electric Guitar, Acoustic Guitar, Keyboards, Glocken, Percussion & Background Vocals |
| 青山純 : Drums                                                                                  |
| 伊藤広規 : Electric Bass                                                                        |
| 難波弘之 : Acoustic Piano & Electric Piano                                                      |
| 佐橋佳幸 : Acoustic Guitar                                                                      |
| JAKE H. CONCEPCION : Alto Sax                                                                   |
| 金城寛文 : Tenor Sax                                                                            |
| 森守 : Tenor Sax                                                                                |
| 柳沼寛 : Baritone Sax                                                                           |
| 加藤 “GOE” 高志 : Strings Concert Master                                                        |

### 砂の女 (Live Version)
| 山下達郎 : Electric Guitar                |
| 島村英二 : Drums                          |
| 伊藤広規 : Bass                           |
| 佐橋佳幸 : Electric Guitar                |
| 難波弘之 : Keyboards                      |
| 重実徹 : Keyboards                        |
|                                           |
| 佐藤康夫 : Mixing Engineer                |
|                                           |
| 1994年5月2日 中野サンプラザホールにて収録 |

## クレジット
- PRODUCED & ARRANGED BY TATSURO YAMASHITA

## リリース日一覧
| 地域 | タイトル                              | リリース日   | レーベル               | 規格          | 品番      | 備考                                                              |
| ---- | ------------------------------------- | ------------ | ---------------------- | ------------- | --------- | ----------------------------------------------------------------- |
| 日本 | DREAMING GIRL / 砂の女 (Live Version) | 1996年5月1日 | MOON ⁄ east west japan | 8cmCDシングル | AMDM-6040 | 外袋に“NHK連続テレビ小説「ひまわり」主題歌”のステッカーが貼られる |

## 収録アルバム

### DREAMING GIRL
| # | タイトル                         | リリース日     | レーベル                  | 規格        | 品番                                                  | 備考                                              |
| - | -------------------------------- | -------------- | ------------------------- | ----------- | ----------------------------------------------------- | ------------------------------------------------- |
| 1 | COZY                             | 1998年8月26日  | MOON / WARNER MUSIC JAPAN | CD          | WPCV-7450                                             | “'98 REMIX”を収録                                 |
| 1 | COZY                             | 1998年10月25日 | MOON / WARNER MUSIC JAPAN | 2LP         | WPJV-7450~1【完全生産限定盤】                         | “'98 REMIX”を収録                                 |
| 2 | OPUS 〜ALL TIME BEST 1975-2012〜 | 2012年9月26日  | MOON / WARNER MUSIC JAPAN | - 4CD - 3CD | - WPCL-11201/4【初回限定盤】 - WPCL-11205/7【通常盤】 | オールタイム・ベスト 『COZY』と同一ミックスを収録 |

### 砂の女 (Live Version)
| # | タイトル    | リリース日    | レーベル                  | 規格 | 品番                       | 備考                                                 |
| - | ----------- | ------------- | ------------------------- | ---- | -------------------------- | ---------------------------------------------------- |
| 1 | Ray Of Hope | 2011年8月10日 | MOON / WARNER MUSIC JAPAN | 2CD  | WPCL-10964/5【初回限定盤】 | - 『Joy 1.5』 - 初回限定盤にセットのボーナスCDに収録 |